# Younger Now (canção)
"Younger Now" é uma canção da cantora estadunidense Miley Cyrus, gravada para o seu sexto álbum de estúdio Younger Now (2017). Foi lançada em 18 de agosto de 2017 pela gravadora RCA como o segundo e último single do álbum. Foi composta e produzida por Cyrus e Oren Yoel. Um vídeo musical para a canção foi lançado no mesmo dia.

## Antecedentes e lançamento
Depois de Miley Cyrus & Her Dead Petz (2015), Cyrus passou um tempo reivindicando sua própria imagem para dar partida em seu novo material, Younger Now. Precedendo o lançamento do álbum em 29 de setembro de 2017, Cyrus lançou "Malibu" como o primeiro single do novo trabalho e "Inspired" como single promocional antes de divulgar a faixa-título do álbum como segundo single em 18 de agosto de 2017, juntamente com seu vídeo musical. "Younger Now" é uma canção pop, e a arte da capa do single apresenta Cyrus em um dos seus retrados da escola.

## Composição
A canção é performada numa escala de Lá maior, com  um andamento moderadamente rápido de 122 batidas por minuto em tempo comum. Os vocais de Cyrus alcançam notas do E3 para B4. Liricamente, Ben Kate do Consequence of Sound descreveu a faixa como "uma crescente recuperação das mudanças que Cyrus experimentou nos últimos anos, finalizando com uma declaração de que agora ela está na melhor versão de si mesma. 'I'm not afraid of who I used to be / No one stays the same', ela proclama, 'Change is a thing you can count on / I feel so much younger now'".

## Opinião da crítica
Maeve McDermott do USA Today alegou que "a canção é infinitamente mais ouvível do que a maioria das músicas da sua era em Dead Petz", mas criticou Cyrus por "não oferecer muito na música sua auto-reflexão e o que isso significou".

## Faixas e formatos
EP de Remixes
1. "Younger Now" (R3hab Remix) – 2:40
2. "Younger Now" (Niko the Kid Remix) – 3:44
3. "Younger Now" (DJ Premier Remix) – 2:57
4. "Younger Now" (BURNS Remix) – 4:23
5. "Younger Now" (Fred Falke Remix) – 3:52
6. "Younger Now" (Syn Cole Remix) – 3:23

## Performances ao vivo
Cyrus performou "Younger Now" ao vivo pela primeira vez no MTV Video Music Awards de 2017 em 27 de agosto, com a participação de uma variedade de homens e mulheres idosos, muitos deles dançarinos, assim como várias crianças pequenas andando em mini-motos. Em 7 de setembro, Cyrus fez uma performance da canção no The Ellen DeGeneres Show. Ela também performou "Younger Now" no Live Lounge do BBC Radio 1 juntamente com outras canções como "Malibu", "See You Again", "Party in the U.S.A." e um cover da canção "The First Time Ever I Saw Your Face" de Roberta Flack na semana seguinte.

## Desempenho nas tabelas musicais
| Tabela musical (2017)                 | Melhor posição |
| ------------------------------------- | -------------- |
| Austrália (ARIA Charts)               | 49             |
| Canadá (Canadian Hot 100)             | 48             |
| Croácia (HRT)                         | 87             |
| Escócia (The Official Charts Company) | 22             |
| Eslováquia (Singles Digitál Top 100)  | 67             |
| Espanha (PROMUSICAE)                  | 15             |
| Estados Unidos (Billboard Hot 100)    | 79             |
| Estados Unidos (Adult Pop Songs)      | 39             |
| Filipinas (Philippine Hot 100)        | 74             |
| França (SNEP)                         | 53             |
| Irlanda (IRMA)                        | 73             |
| Japão (Japan Hot 100)                 | 64             |
| Portugal (AFP)                        | 92             |
| Reino Unido (UK Singles Chart)        | 54             |
| Chéquia (Singles Digitál Top 100)     | 59             |
| Suécia (Sverigetopplistan)            | 75             |
| Suíça (Schweizer Hitparade)           | 84             |

## Histórico de lançamento
| País           | Data                   | Formato                    | Gravadora | Ref.   |
| -------------- | ---------------------- | -------------------------- | --------- | ------ |
| Mundo          | 18 de agosto de 2017   | Download digital streaming | RCA       | [ 25 ] |
| Reino Unido    | 18 de agosto de 2017   | Contemporary hit radio     | RCA       | [ 26 ] |
| Estados Unidos | 22 de agosto de 2017   | Contemporary hit radio     | RCA       | [ 27 ] |
| Itália         | 15 de setembro de 2017 | Contemporary hit radio     | Sony      | [ 28 ] |